# Tanya Chua
Tanya Chua (nacida el 28 de enero de 1975) es una cantante y compositora singapuresa. Ella lanzó su primer álbum debut titulado, Bored, en diciembre de 1997. Luego se trasladó a Taiwán en el 2006 para concentrarse en la industria de la música china.

## Carrera
Chua nació en Singapur en el seno de una familia china, como la más joven de sus dos hermanas. Ella asistió a la escuela "Chij Saint Nicholas Girls" y se graduó de la Universidad Politécnica de Singapur, con un Diplomado en Administración de Empresas en 1996. Chua comenzó a cantar en inglés, lanzando su primer álbum en inglés titulado, Bored, en 1997. También fue la primera intérprete de Singapur en ganar un premio en el Festival de la Canción de Asia, que ingresó por primera vez a la categoría de "inédito" en 1998 antes de continuar sus estudios en el "Musicians Institute" en Hollywood, California, en los Estados Unidos.
Chua firmó su contrato con "Universal Music Taiwan" en 1998 y lanzó su primer álbum mandarín titulado, Breathe, en 1999. El hecho de que las composiciones de su álbum, contiene también algunas canciones cantadas en inglés y adaptadas a la escritura china por letristas taiwaneses. En el 2001, Chua participa en su país, durante el desfile del Día Nacional de Singapur en el 2001, interpretando una canción titulada "Where I Belong".

## Discografía

### Álbumes en chino
| Álbum # | Información |
| ------- | --- |
| 1.°     | Tanya / 蔡健雅 - Lanzamiento: enero de 1999 - Discográfica: Polygram - Idioma: Mandarín                               |
| 2.°     | Remember / 記念 - Lanzamiento: 23 de marzo de 2000 - Discográfica: Universal Music - Idioma : Mandarin                |
| 3.°     | I Do Believe / 相信 - Lanzamiento: 13 de abril de 2001 - Discográfica: Universal Music - Idioma: Mandarin             |
| 4.°     | STRANGER / 陌生人 - Lanzamiento: 6 de junio de 2003 - Discográfica: Warner Music - Idioma: Mandarin                   |
| 5.°     | Amphibian / 雙棲動物 - Lanzamiento: 7 de enero de 2005 - Discográfica: Warner Music - Idioma: Mandarin                |
| 6.°     | Goodbye & Hello - Lanzamiento: 19 de octubre de 2007 - Discográfica: Asia Muse - Idioma: Mandarin                     |
| 7.°     | If You See Him / 若你碰到他 - Lanzamiento: 19 de agosto de 2009 - Discográfica: Asia Muse - Idioma: Mandarin          |
| 8.°     | Sing It Out of Love / 說到愛 - Lanzamiento: 18 de noviembre de 2011 - Discográfica: Asia Muse - Idioma: Mandarin      |
| 9.°     | Angel & Devil / 天使與魔鬼的對話 - Lanzamiento: 30 de septiembre de 2013 - Discográfica: Asia Muse - Idioma: Mandarin |

### Álbumes en inglés
| Álbum # | Información                                                                                   |
| ------- | --------------------------------------------------------------------------------------------- |
| 1.°     | Bored - Lanzamiento: December 1997 - Discográfica: Yellow Music - Idioma: Inglés              |
| 2.°     | Luck - Lanzamiento: December 1999 - Discográfica: Yellow Music - Idioma: Inglés               |
| 3.°     | Jupiter - Lanzamiento: 13 de julio de 2003 - Discográfica: Warner Music - Idioma: Inglés      |
| 4.°     | Just Say So - Lanzamiento: 18 de noviembre de 2011 - Discográfica: Asia Muse - Idioma: Inglés |

### Compilaciones
| Álbum # | Información |
| ------- | --- |
| 1.°     | Tacit Understanding / 默契 - Lanzamiento: 12 de diciembre de 2001 - Discográfica: Universal Music - Idioma: Mandarín |
| 2.°     | T-Time (新歌+精選) - Lanzamiento: 2 de junio de 2006 - Discográfica: Warner Music - Idioma: Mandarin                 |
| 3.°     | My Space (新歌+精選) - Lanzamiento: July 2008 - Discográfica: Asia Muse - Idioma: Mandarin, inglés                   |

### Otros álbumes
| Álbum # | Información                                                                       |
| ------- | --------------------------------------------------------------------------------- |
| 1.°     | Secret Lavender - Lanzamiento: January 2002 - Label: S2S Japan - Language: Inglés |

### Bandas sonoras
| Álbum # | Información |
| ------- | --- |
| 1.°     | Hot Pants - Lanzamiento: 1997 - Discográfica: WAYANG WAYANG - Idioma: Inglés                                             |
| 2.°     | Chicken Rice War Original Soundtrack - Lanzamiento: 2000 - Discográfica: Yellow Music - Idioma: Inglés                   |
| 3.°     | Monga Original Soundtrack - Lanzamiento: Febrero de 2010 - Discográfica: Sony Music / Wonderful Music - Idioma: Mandarín |

### Singles
| Single # | Información                                                                                    |
| -------- | ---------------------------------------------------------------------------------------------- |
| 1.°      | Where I Belong - Lanzamiento: 2001 - Discográfica: Yellow Music - Idioma: Inglés, mandarin     |
| 2.°      | Treasure The World/珍爱这世界 - Released: 2003 - Discográfica: Yellow Music - Idioma: Mandarin |